# Theisseil
Theisseil település Németországban, azon belül Bajorországban. Lakosainak száma 1221 fő (2023. december 31.).

## Népesség
A település népessége az elmúlt években az alábbi módon változott:
| Lakosok száma | 646  | 726  | 1204 | 1180 | 1182 | 1169 | 1161 | 1179 | 1210 | 1221 |
|               | 1970 | 1975 | 2011 | 2012 | 2014 | 2015 | 2017 | 2019 | 2022 | 2023 |